# هومر ليا
هومر ليا (بالإنجليزية: Homer Lea)‏ هو جيوسياسي أمريكي، ولد في 17 نوفمبر 1876 في دنفر في الولايات المتحدة، وتوفي في 1 نوفمبر 1912 في سانتا مونيكا في الولايات المتحدة.

## وصلات خارجية
- الموقع الرسمي
- هومر ليا على موقع الموسوعة البريطانية (الإنجليزية)